# Monster (Oomph!-Album)
Monster ist das zehnte Studioalbum der deutschen Rockband Oomph!. Es wurde am 22. August 2008 veröffentlicht. Das gesamte Album wurde eine Woche vor der offiziellen Veröffentlichung auf der Myspace-Seite der Band hochgeladen.

## Gestaltung und Inhalt
Im Vorfeld des Albums hatte die Band einen Wettbewerb ausgeschrieben, bei dem Fans der Band ein eigenes Covermotiv kreieren und einsenden sollten. Das Gewinner-Cover wurde von der Band ausgewählt und am 23. Juli auf der MySpace-Seite von Oomph! präsentiert.
Anlässlich der Single Labyrinth ist auf der Homepage der Band ein Online-Adventure-Spiel verfügbar, in dem beispielsweise die Listening Session des Albums und die unzensierte Version des Videos Beim ersten Mal tut’s immer weh ihre Premiere feierten.

### Musik und Videos
Allgemein ist die Musik auf Monster recht vielseitig. So befindet sich mit In deinen Hüften z. B. ein Tango- und mit Auf Kurs ist erstmals eine Ballade auf einem Album der Band vertreten.
Die Songs Beim ersten Mal tut’s immer weh und Ich will dich nie mehr sehn thematisieren sexuellen Missbrauch.
Wer schön sein will muss leiden befasst sich mit dem Schönheitswahn der zeitgenössischen Gesellschaft.
Bis zum Schluss ist ein Duett mit der Braunschweiger Sängerin Mina Harker.
Es existieren Musikvideos zu Beim ersten Mal tut’s immer weh, Wach Auf!, Labyrinth und Auf Kurs. Am 9. Januar 2009 wurde das Video zur Single Sandmann veröffentlicht, einem nicht auf Monster enthaltenen Lied.

### Versionen
Das Album Monster ist in insgesamt sieben Editionen erschienen:
- Standard Edition: 13 Songs im Jewel Case
- Limited Edition: 13 Songs im Digipak plus eine Bonus-DVD
- Amazon.com Limited Edition: 14 Songs (inkl. Ich will dich nie mehr sehn) sowie eine Bonus-DVD im Jewel Case
- Müller Limited Edition: 14 Songs (inkl. Unter deiner Haut) sowie eine Bonus-DVD im Jewel Case
- Monster Sliderbox: Inhalt der Standard Edition in einem Digipak
- Monster T-Shirt Edition: Limited Edition mit Monster-T-Shirt
- iTunes Edition: 14 Songs (inkl. Sandmann als Nr. 5)

## Titelliste
1. Beim ersten Mal tut’s immer weh – 4:01
2. Labyrinth – 4:13
3. 6 Fuß tiefer – 3:32
4. Wer schön sein will muss leiden – 3:04
5. Sandmann – 3:50 (erst später zur Titelliste hinzugefügt)
6. Die Leiter – 3:50
7. Lass mich raus – 4:20
8. Revolution – 3:54
9. Auf Kurs – 3:35
10. Bis zum Schluss – 4:04
11. In deinen Hüften – 3:48
12. Wach Auf! – 3:30
13. Geborn zu sterben – 3:41
14. Brich aus – 3:40

## Kritik
„Mit mittlerweile zehn Alben im Back-Katalog ist es daher nicht mehr so einfach, sich großartig zu verändern. Sänger Dero und seine Kollegen versuchen es aber dennoch immer wieder – so auch auf ihrem neuem Album Monster, das nicht auf der Schiene von Augen auf! hängen bleibt.
Das Motto heißt vielmehr ‚Back to the Roots‘. So verwendet das Trio wieder deutlich mehr EBM Einflüsse [sic], den Anfangstagen ihrer Karriere nicht unähnlich. Gemischt mit treibenden Gitarren-Riffs entstehen so reihenweise eingängige Song [sic], die gleich mehrere potentielle Hits mitbringen.“

„‚Wer Schön Sein Will Muss Leiden‘ etwa ist ein Instant-Hit. Hübsch, wie Sänger Dero bei ‚Auf Kurs‘ den Turbo rausnimmt, zu Klavier und Streichern zeigt, was er alles kann. Auch des Frontmanns Zeigefinger kommt zum Einsatz: ‚In Deinen Hüften‘ mahnt vor der immer noch allgegenwärtigen Gefahr Aids. Dass Oomph! bei ‚Lass Mich Raus‘ textlich mal wieder im Trüben fischen (‚Spreiz Deine Beine, Mutter‘) - geschenkt.
Peinlich wird es hingegen, wenn sie zur Albummitte von ‚Revolution‘ träumen. Revolutionär ist das, was uns DeroCrapFlux hier kredenzen, nämlich bestimmt nicht. Komplexe Songstrukturen sind der Herren Sache nicht, die Eingängigkeit hat ihren Preis. Kein ‚Monster‘ also von einem Album, aber schämen müssen sich Oomph! dafür beileibe nicht.“